# Région de langue allemande de Belgique

Les quatre régions linguistiques de Belgique. La région de langue allemande est en bleu.

La région de langue allemande est une des quatre régions linguistiques de Belgique,. Elle constitue le territoire dans lequel s'exerce les compétences de la Communauté germanophone de Belgique. Ce territoire est intégré au sein de l'arrondissement administratif de Verviers, de la province de Liège ainsi que de la Région wallonne. Il est constitué des cantons d’Eupen et de Saint-Vith.

## Description
La région a une superficie de 854 km2, comptant 75 700 habitants, et regroupe les neuf communes de Belgique dont la langue officielle est l'allemand :
- Canton d’Eupen :
  - Eupen
  - La Calamine (Kelmis)
  - Lontzen
  - Raeren
- Canton de Saint-Vith :
  - Amblève (Amel)
  - Bullange (Büllingen)
  - Burg-Reuland
  - Butgenbach (Bütgenbach)
  - Saint-Vith (Sankt Vith)

Toutes ces communes offrent un régime de facilités linguistiques pour leurs habitants francophones.